# Анненков Костянтин Ніканорович
Костянтин Ніканорович Анненков (нар. 21 грудня 1842 (2 січня 1843) — 22 лютого (7 березня 1910) — російський юрист-цивіліст, судовий і земський діяч. Автор великих праць по цивільному праву і судочинству.

## Біографія
Походив зі старовинного дворянського роду Анненкових. Народився 21 грудня 1842 року (за іншими даними — 15 лютого 1843 року) в селі Івниці Льговського повіту Курської губернії, в родовому маєтку своєї сім'ї. Батьки — відставний поручик артилерії Ніканор Петрович Анненков (1790 — ?) і Єлизавета Павлівна Анненкова.
Початкову освіту здобув вдома. У дев'ятирічному віці Анненкова віддали для продовження навчання в приватний пансіон, організований високоосвіченою донькою керуючого маєтками князя Голіцина в 40 верстах від села Івниці. У віці 14 років вступив у 4-го клас 2-ї Харківської гімназії, де відповідно до новими віяннями зверталося багато уваги на розвиток учнів. Весь вільний час гімназистів йшло на читання журналів, які за пропозицією вчителя російської мови виписувалися вихованцями старших класів за власні кошти. Анненков згадував, що читання надавало «чудовий вплив на розумовий і моральний розвиток вихованців, між кращими з яких нерідко велися вельми жваві диспути з питань літератури. Тодішнє гімназійне начальство, а також і вчитель російської мови, не тільки не перешкоджали такій формі самоосвіті вихованців шляхом читання, але й ставилися до цієї справи надзвичайно співчутливо і самі заохочували, і керували літературними заняттями кращих вихованців».
У 1861 році закінчив гімназію із золотою медаллю і в серпні 1861 року вступив до юридичного факультету Харківського університету, де слухав лекції С. В. Пахмана, Д. І. Каченовського, О. І. Палюмбецького. У 1865 році закінчив університет зі ступенем кандидат, для отримання якої представив твір «роздум про адміністративну централізацію»".
Після закінчення університету Анненков, бувши забезпеченою людиною, міг дозволити собі не йти на державну службу. Повернувшись в Івницю, він продовжив вивчати право в домашніх умовах, виписуючи майже всю виходячу в Росії юридичну літературу, включаючи журнали та газети. Деякий час займався адвокатською діяльністю, але після кількох справ залишив її.
У 1868 році обраний дільничним мировим суддею Льговського повіту і майже одночасно — гласним повітового земського зібрання. У 1873 році обраний почесним мировим суддею і головою Льговського мирового з'їзду. Багато зробив для розвитку освітніх та медичних закладів свого повіту, займався благодійністю. У доповіді повітової земської управи 1882 року відзначалося: «К. Н. Анненков побудував в селі Івниці й пожертвував земству кам'яну будівлю під лікарню, а також велике кам'яну будівлю під училище, де містить на своєму утриманні багатьох в цьому училищі селянських дітей; крім того, влаштував у ньому притулок і довів, як піклувальник, саме училище до зразкового стану».
Друкуватися почав в 1874 році, опублікувавши в «Судовому журналі» невелику статтю про розподіл між сторонами процесу тягаря доказування. Згодом співпрацював з «Журналом цивільного та кримінального права», «Журналом Міністерства юстиції» та іншими періодичними виданнями.
У середині 1870-х років Анненков задумався про переклад на російську мову коментаря Ж.-Е. Буатара до французького Громадянському процесуальному кодексу, що став зразком для російського статуту цивільного судочинства 1864 року, з метою сприяння правильному розумінню останнього. Однак незабаром після початку роботи він прийняв рішення написати самостійний коментар до російського статуту. Перші розділи коментаря публікувалися в номерах «Судового журналу» за 1875 рік. Окреме видання під назвою «Досвід коментаря до Статуту цивільного судочинства» у шести томах вийшло в 1878—1887 роках і зробилося настільною книгою багатьох практикуючих юристів.
У 1888 році вийшов у відставку й зосередився на науковій діяльності, головним підсумком якої стала шеститомна «Система російського цивільного права» (1-е вид. 1894—1905). Ця праця являла собою ґрунтовний системний виклад інститутів дореволюційного цивільного законодавства, для з'ясування юридичної природи яких Анненков широко використовував відомості про римські правові конструкції з курсу пандектного права Ю. Барон, норми європейських цивільних кодексів (головним чином саксонського і італійського), а також матеріали судових практик та всі основні думки, висловлені в російській юридичній літературі з відповідних питань. Незважаючи на великовагову мову й переважно практичну спрямованість «Система» відрізнялася енциклопедичною повнотою і доскональним дослідженням практично всіх інститутів цивільного права, ставши одним з найбільших явищ у вітчизняній цивілістиці.
У 1894 році Анненков був запрошений до участі в роботі Високо заснованої комісії для перегляду законоположень у судовій частині.
Знову обирався почесним мировим суддею в 1897 і 1900 роках. Зробив спробу написати короткий підручник «Початки російського громадянського права», перший і єдиний випуск якого вийшов у 1900.
З нагоди столітнього ювілею Харківського університету (1905) його юридичний факультет відзначив Анненкова почесним докторським ступенем.
Помер у своєму родовому маєтку 22 лютого 1910. Згідно із заповітом стан Анненкова після припинення довічної ренти на користь його вдови переходило до Льговського земства на потреби народної освіти, допомога селянам-біднякам й безповоротні позички тим, хто вирішить добровільно переселитися до Сибіру. Велика бібліотека Анненкова була заповідана Харківській громадській бібліотеці, а право на перевидання його творів передано Харківському університету, з умовою перерахування авторської винагороди до фонду для виплати допомоги незаможним студентам до вступу їх на службу.
Внаслідок цензурних обмежень не були опубліковані спогади Анненкова, в яких він дав неприємну характеристику поміщицького побуту напередодні та після звільнення селян, діяльності світових та земських установ.

## Родина
Сестри — Ксенія Ніканорівна (1845 — ?) та Катерина Ніканорівна (1846 — ?). Дружина — Леоніла Фомінічна Анненкова, уроджена Бенкевич (1845—1914), була однодумицею й кореспонденткою Л. М. Толстого, який мав бесіди й з самим Анненковим.

### Книги
- Опыт комментария к уставу гражданского судопроизводства.
  - Том I: 1. Подсудность. 2. Общий порядок производства дел. — СПб., 1878 (1-е изд.), 1887 (2-е изд.).
  - Том II: О доказательствах. — СПб., 1880 (1-е изд.), 1887 (2-е изд.).
  - Том III: 1. Частные производства, 2. Сокращенное и 3. Исполнительное производства. — СПб., 1882 (1-е изд.), 1887 (2-е изд.).
  - Том IV: 1. Решение и 2. Способы его обжалования. 3. Судебные сроки и 4. Судебные издержки. — СПб., 1884 (1-е изд.), 1888 (2-е изд.).
  - Том V: Исполнение решения. — СПб., 1885 (1-е изд.), 1888 (2-е изд.).
  - Том VI: 1. Мировой устав. 2. Мировые сделки и 3. Третейский суд. — СПб., 1887 (1-е изд.).
- Система русского гражданского права.
  - Том I: Введение и общая часть. — СПб., 1894 (1-е изд.), 1899 (2-е изд.), 1910 (3-е изд.).
  - Том II: Права вещные. — СПб., 1895 (1-е изд.), 1900 (2-е изд.).
  - Том III: Права обязательственные. — СПб., 1898 (1-е изд.), 1901 (2-е изд.).
  - Том IV: Отдельные обязательства. — СПб., 1904 (1-е изд.), 1912 (2-е изд.).
  - Том V: Права семейные и опека. — СПб., 1905 (1-е изд.).
  - Том VI: Право наследования. — СПб., 1902 (1-е изд.), 1909 (2-е изд.).
- Начала русского гражданского права. — СПб., 1900. — Вип. I.

### Статті
- Возникновение обязательств. — Журнал Министерства юстиции. — 1897. — № 4. — С. 36—48.
- Желательные изменения в нашем судоустройстве и судопроизводстве. — Журнал гражданского и уголовного права. — 1887. — Кн. 10.
- Задачи губернского земства. — Журнал гражданского и уголовного права. — 1888. — Кн. 8.
- Защита прав третьих лиц по охранению наследств. — Журнал гражданского и уголовного права. — 1889. — Кн. 2. — С. 60—116.
- Иск и возражение как средства осуществления и защиты гражданских прав. — Журнал гражданского и уголовного права. — 1893. — Кн. 6. — С. 90—128.
- Местожительство и безвестное отсутствие. — Журнал гражданского и уголовного права. — 1893. — Кн. 8. — С. 1—34.
- О прекращении договоров. — Журнал гражданского и уголовного права. — 1890. — Кн. 7. С. 115—140; кн. 8. С. 1—24.
- Об обязанности доказывать спорные обстоятельства дела (onus probandi), по решениям гражданского кассационного департамента Сената. — Судебный журнал. — 1874. — № 3.
- Обзор обязательственного права по уложениям саксонскому и германскому. — Вестник права. — 1905. — № 2.
- Отказы по духовному завещанию. — Журнал гражданского и уголовного права. — 1892. — Кн. 1. — С. 1—73.
- Последствия неисполнения договора одной стороной по отношению прав и обязанностей другой стороны. — Журнал гражданского и уголовного права. — 1890. — Кн. 2. — С. 61—156.
- Самоуправство и самооборона, как средства защиты гражданских прав. — Журнал гражданского и уголовного права. — 1893. — Кн. 3. — С. 41—69.
- Сервитут пользовладетеля. — Журнал гражданского и уголовного права. — 1892. — Кн. 8. — С. 1—86.
- Условия действительности договоров. — Журнал гражданского и уголовного права. — 1891. — Кн. 4. — С. 1—97.
- Усмотрение суда в гражданском процессе. — Журнал гражданского и уголовного права. — 1889. — Кн. 4. — С. 54—116.
- Цессия договорных прав. — Журнал гражданского и уголовного права. — 1890. — Кн. 2. — С. 68—106.